# Mitsubishi Pajero Junior
Mitsubishi Pajero Junior – mały samochód terenowy produkowany przez japońską firmę Mitsubishi w latach 1995-1998. Dostępny jako 3-drzwiowy SUV. Do napędu używano silników R4 o pojemności 1,1 litra. Moc przenoszona była na obie osie.

## Dane produkcyjne
| Rok  | Wielkość produkcji |
| ---- | ------------------ |
| 1995 | 30 605             |
| 1996 | 24 690             |
| 1997 | 13 934             |
| 1998 | 149                |

(Źródła: Facts & Figures 2000, Mitsubishi Motors website)